# Autoroute A59 (Pays-Bas)
Pour les articles homonymes, voir A59.
L'autoroute néerlandaise A59 (en néerlandais : Rijksweg 59) est une autoroute des Pays-Bas. Elle relie Serooskerke et Oss. Elle est longue de 121 km.

## Les villes importantes
- Willemstad
- Moerdijk
- Oosterhout
- Raamsdonksveer
- Waalwijk
- Bois-le-Duc
- Oss